# Moraña
Moraña település Spanyolországban, Pontevedra tartományban. Moraña Pontevedra, Barro, Portas, Caldas de Reis, Cuntis és Campo Lameiro községekkel határos. Lakosainak száma 4110 fő (2024).

## Népesség
A település népessége az elmúlt években az alábbi módon változott:
| Lakosok száma | 4316 | 4281 | 4309 | 4411 | 4402 | 4362 | 4246 | 4179 | 4133 | 4110 |
|               | 2001 | 2004 | 2007 | 2009 | 2012 | 2014 | 2017 | 2019 | 2022 | 2024 |